# Ajutage
En plomberie et en fontainerie, un ajutage (ou ajoutage, ajoutoir, ajutoir ) est une pièce ajustée à une conduite hydraulique ou à un robinet pour en modifier le débit.
D'après l'Office québécois de la langue française, un ajutage est un « petit tuyau de forme et de dimension variables que l'on adapte à l'orifice d'un réservoir, d'une canalisation, d'une enceinte contenant un fluide sous pression, afin d'en régler le débit ou de modifier la forme du jet ; par métonymie, l'orifice lui-même ».
En termes de fontainerie, il s'agissait début XIXe siècle d'une pièce de cuivre conique ou cylindrique, que l'on vissait sur un écrou soudé au bout d'une souche de tuyau pour former et conduire différents jets d'eau.
Dans un ouvrage, Règles pour les jets d'eau, le physicien Edme Mariotte donne des règles qui lient les dépenses d'eau aux ajutages des fontaines.
Pour un dispositif au gaz on parle de gicleur.

## Fontainerie

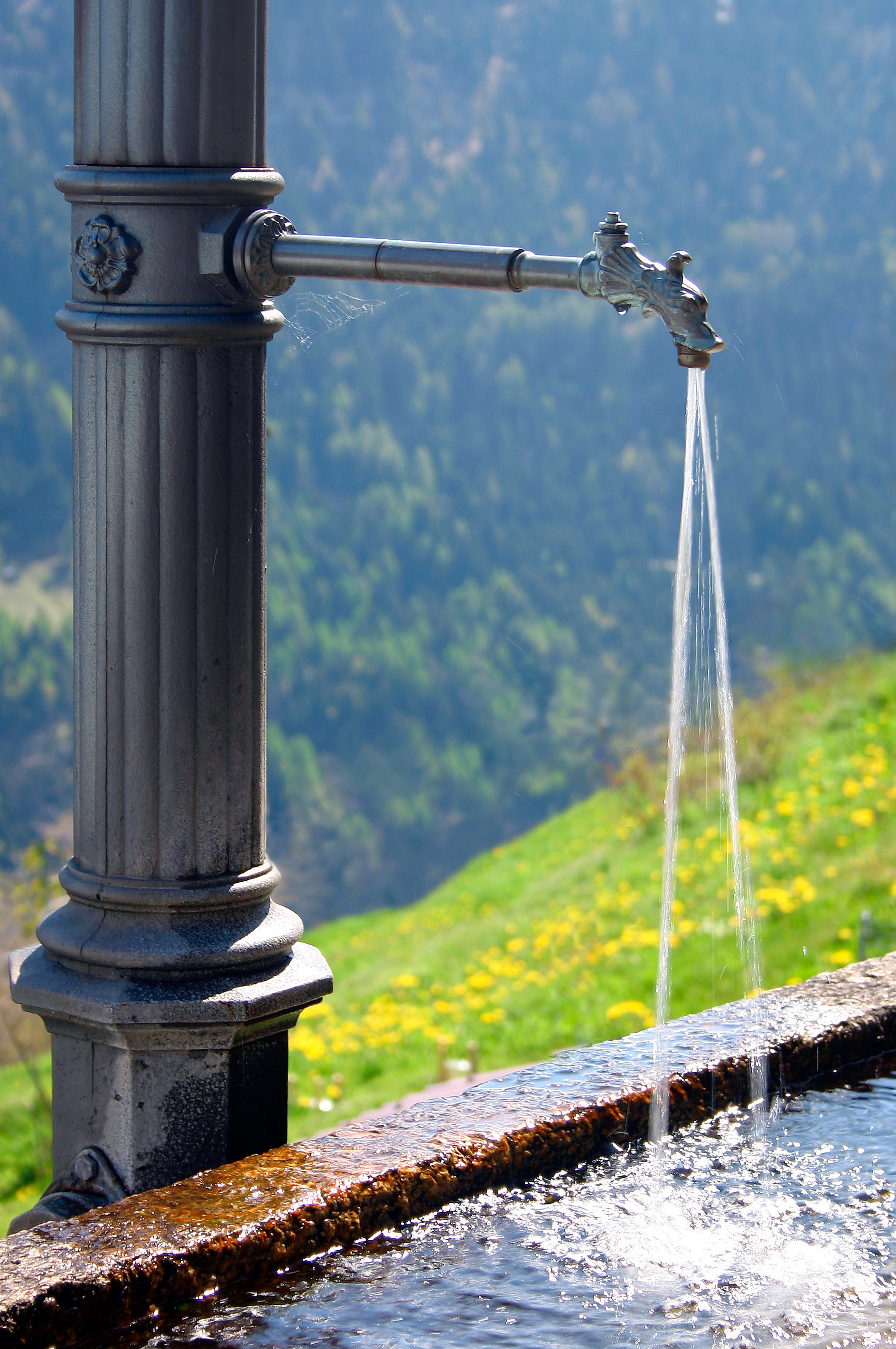
Fontaine en Suisse. Ajutage visible
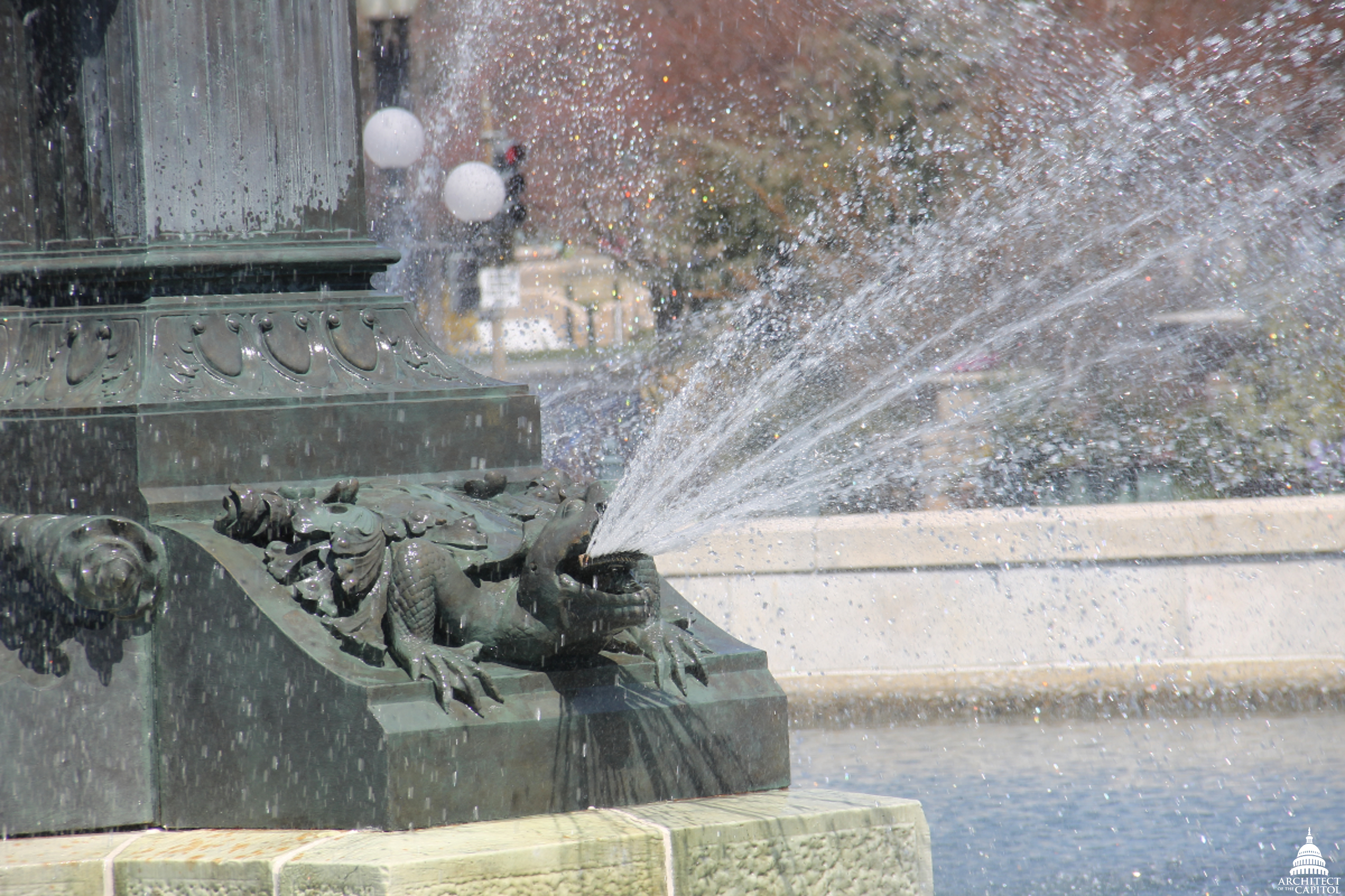
Fontaine Bartholdi de Washington. Ajutage muliple
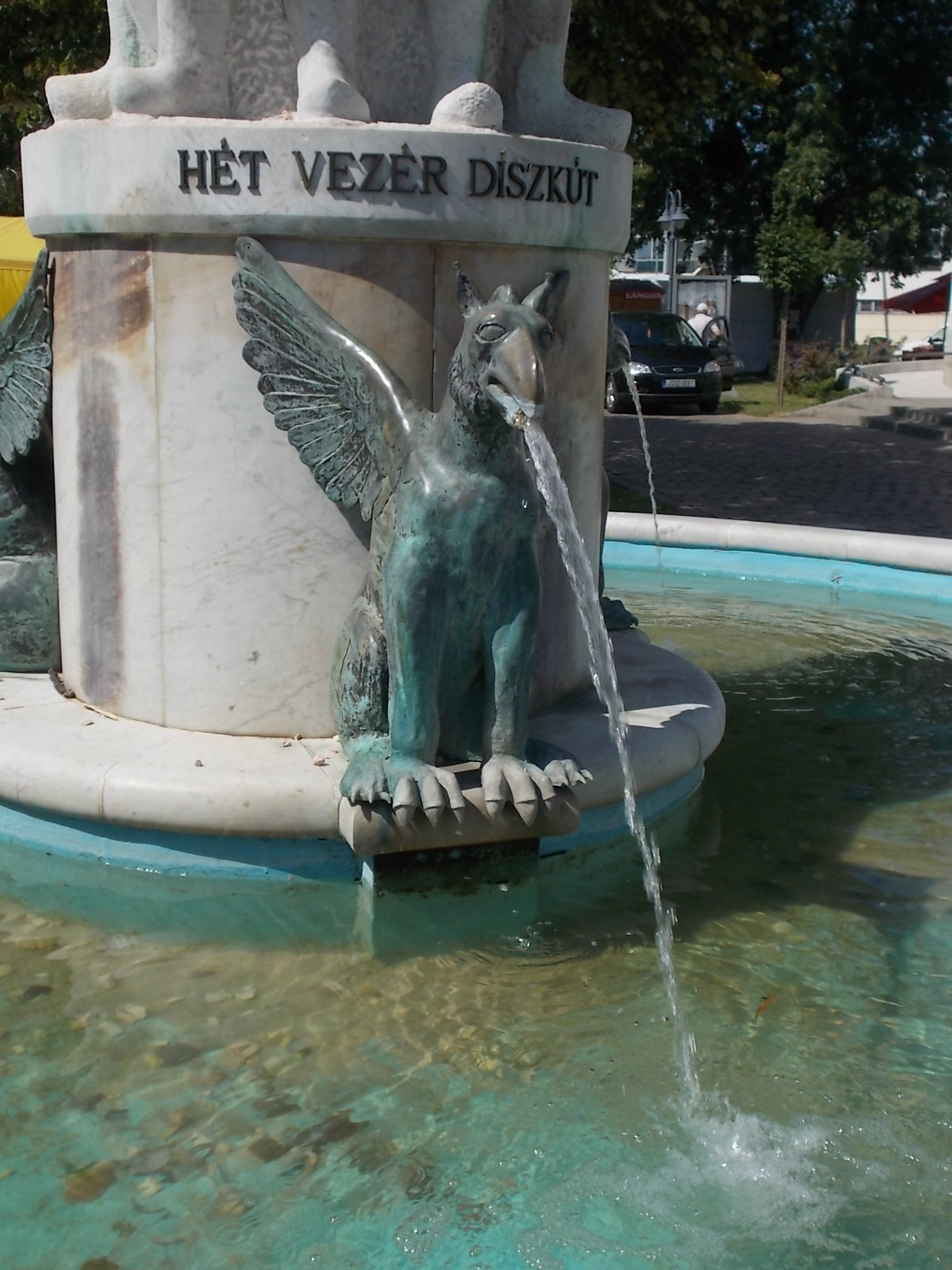
Ajutage visible, Mátészalka
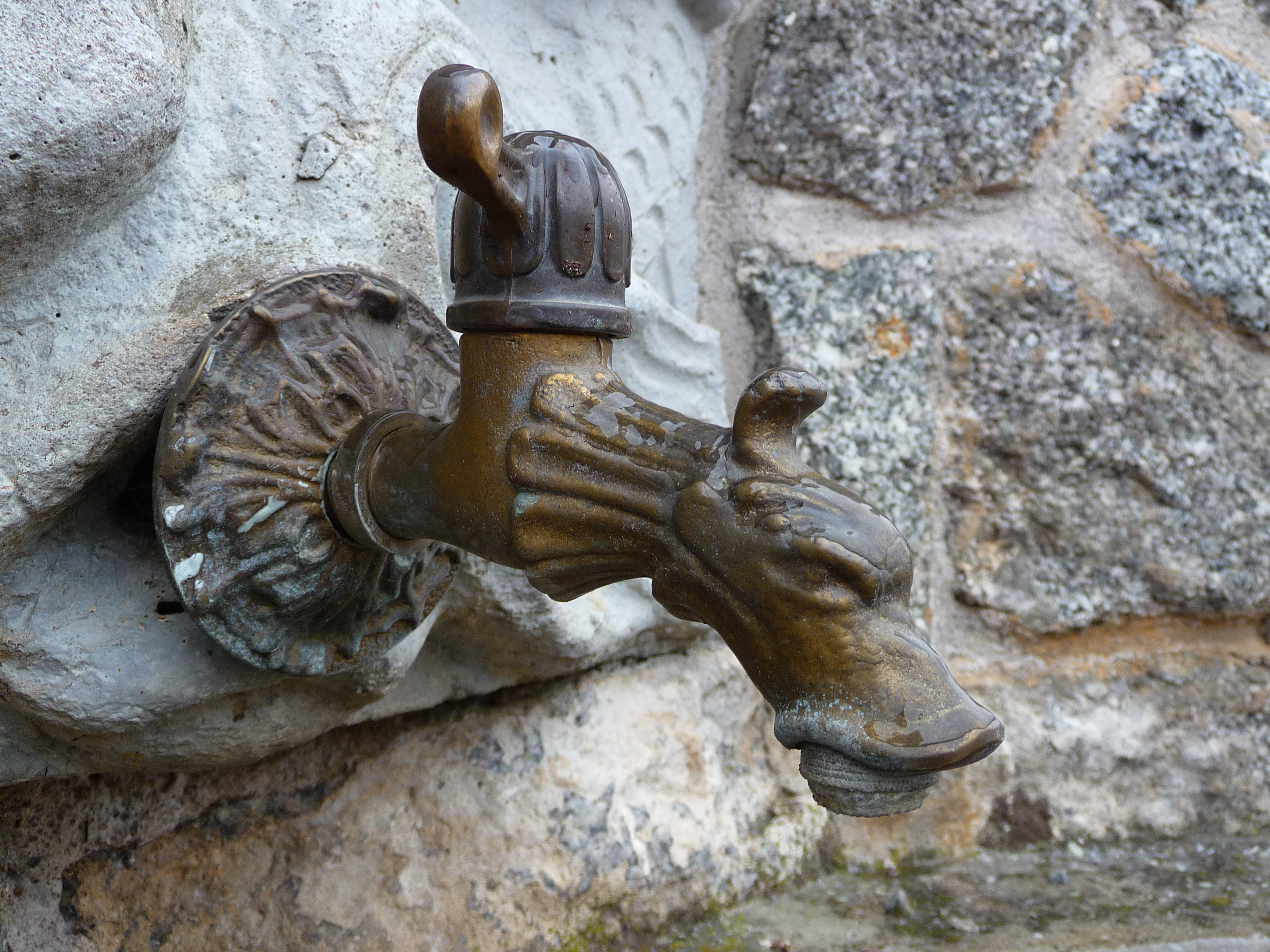
Robinet avec ajutage visible
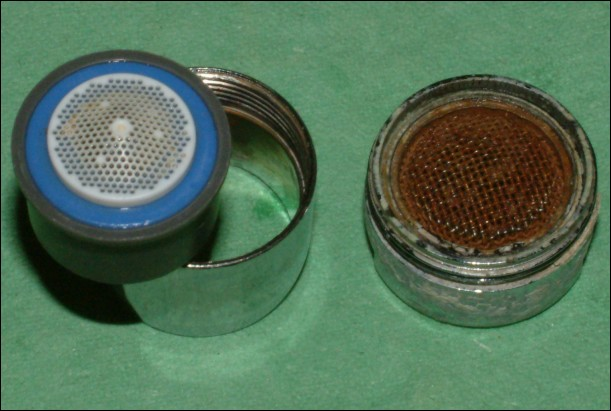
Ajutages de robinet avec filetage métrique femelle (22mm) à gauche; avec filetage métrique extérieur à droite (22mm).

## Technique

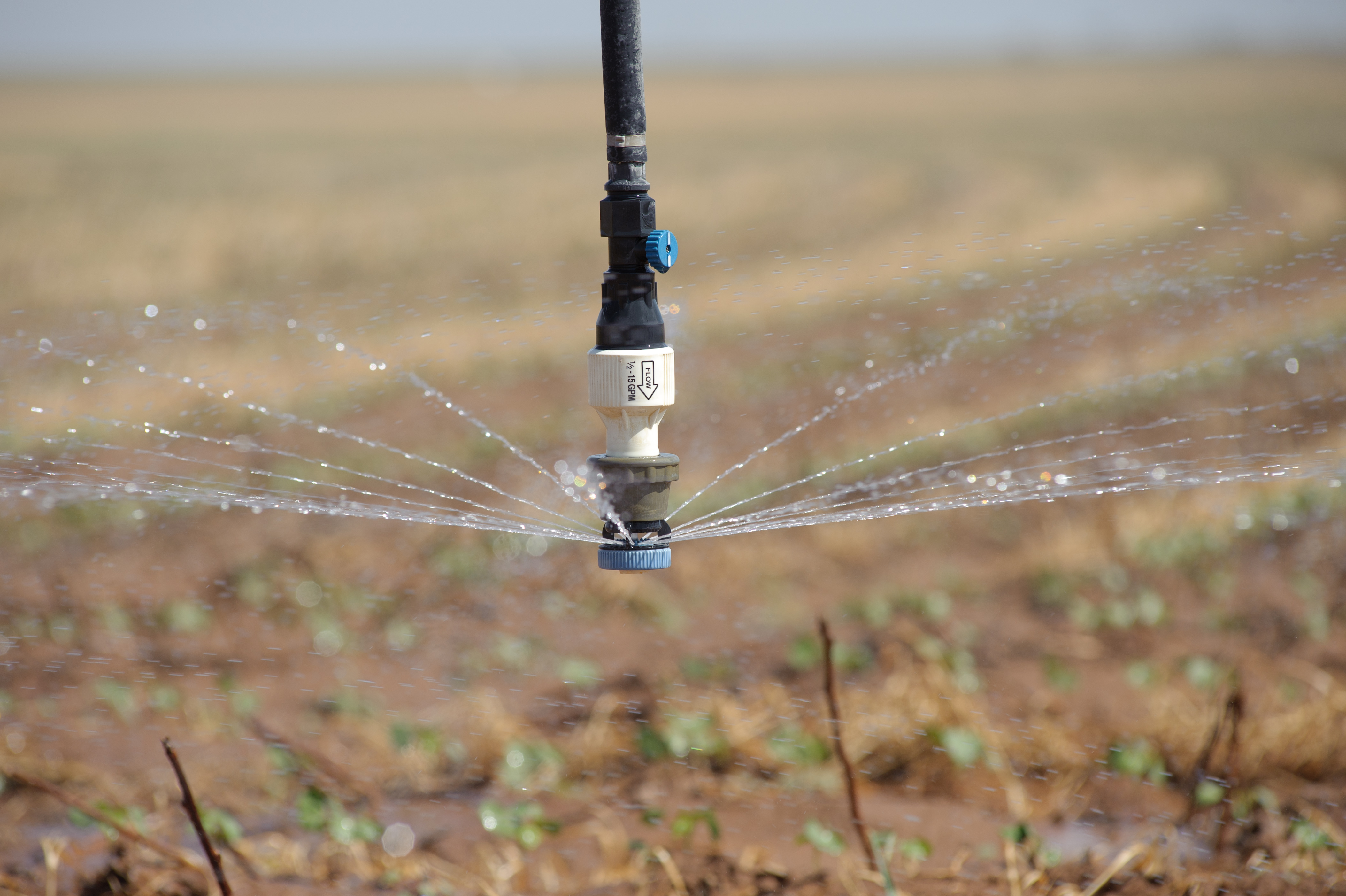
Ajutage sur un système d'irrigation dans une culture de coton
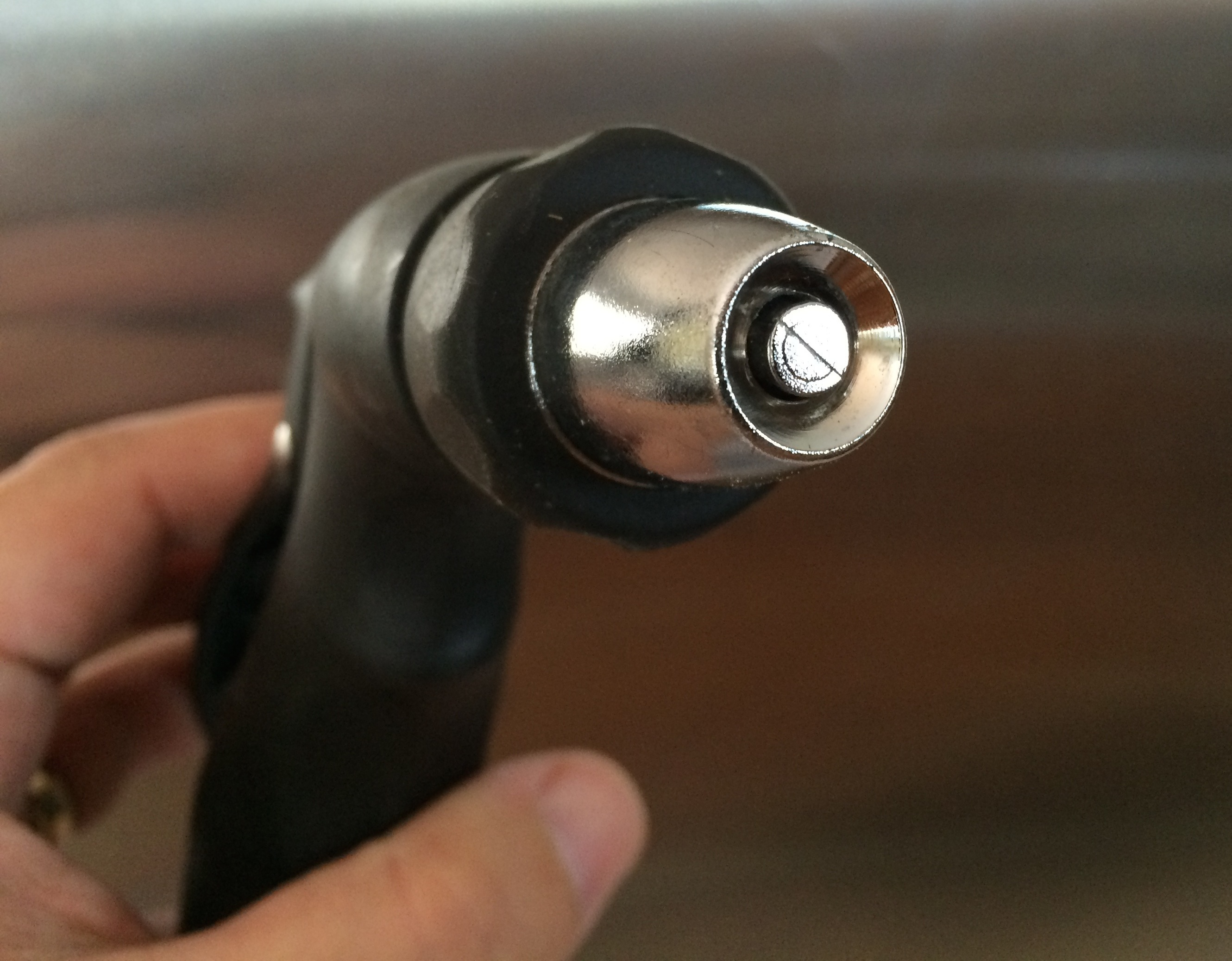
Ajutage d'un tuyau d'arosage

## Lutte incendie

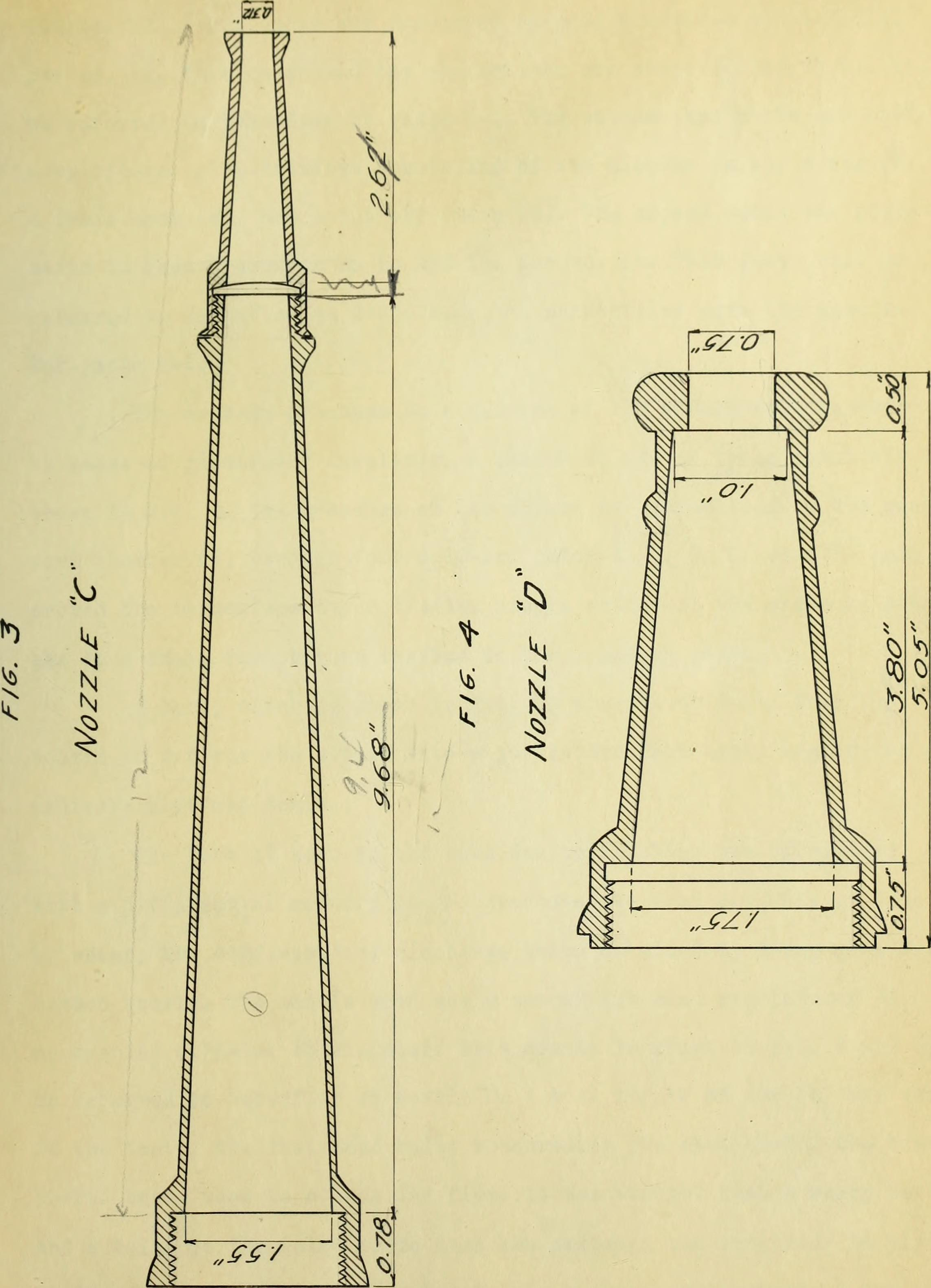
Expériences sur différents ajutages. Tuyau sur une lance d'incendie.
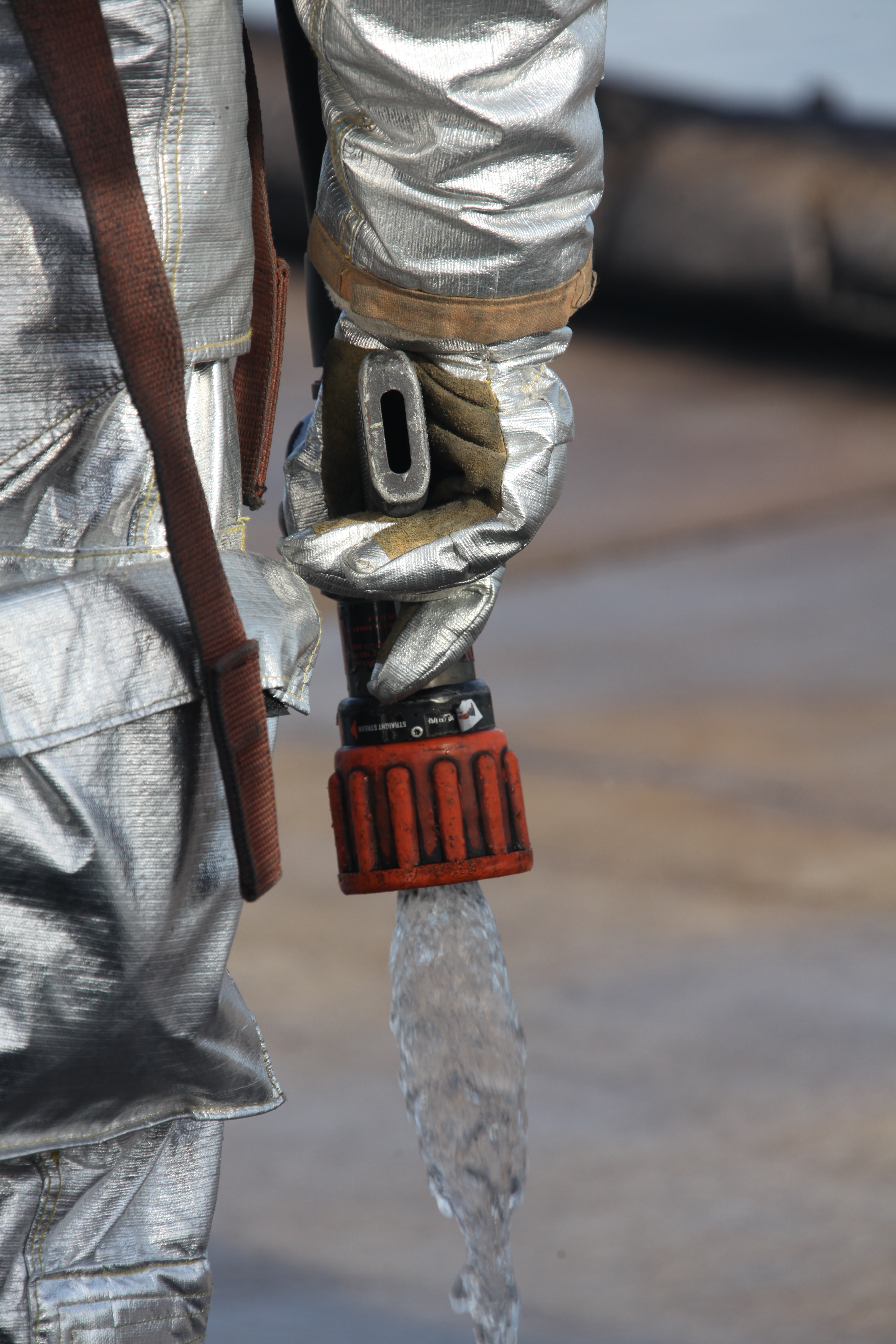
Ajutage d'une lance incendie. Aircraft Rescue Firefighting Marine.
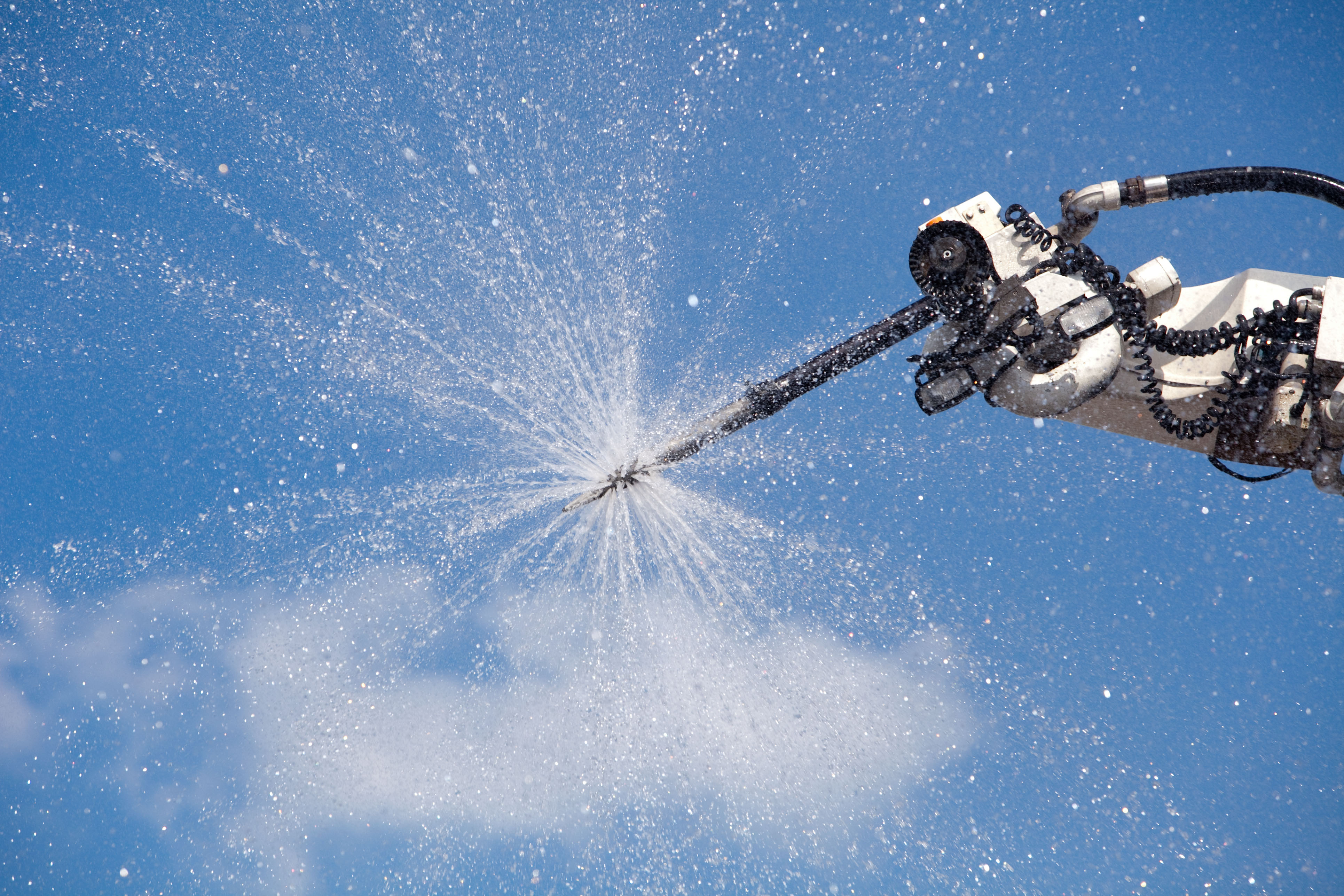
Service de sauvetage et de lutte contre l'incendie des aéronefs (Crashtender).
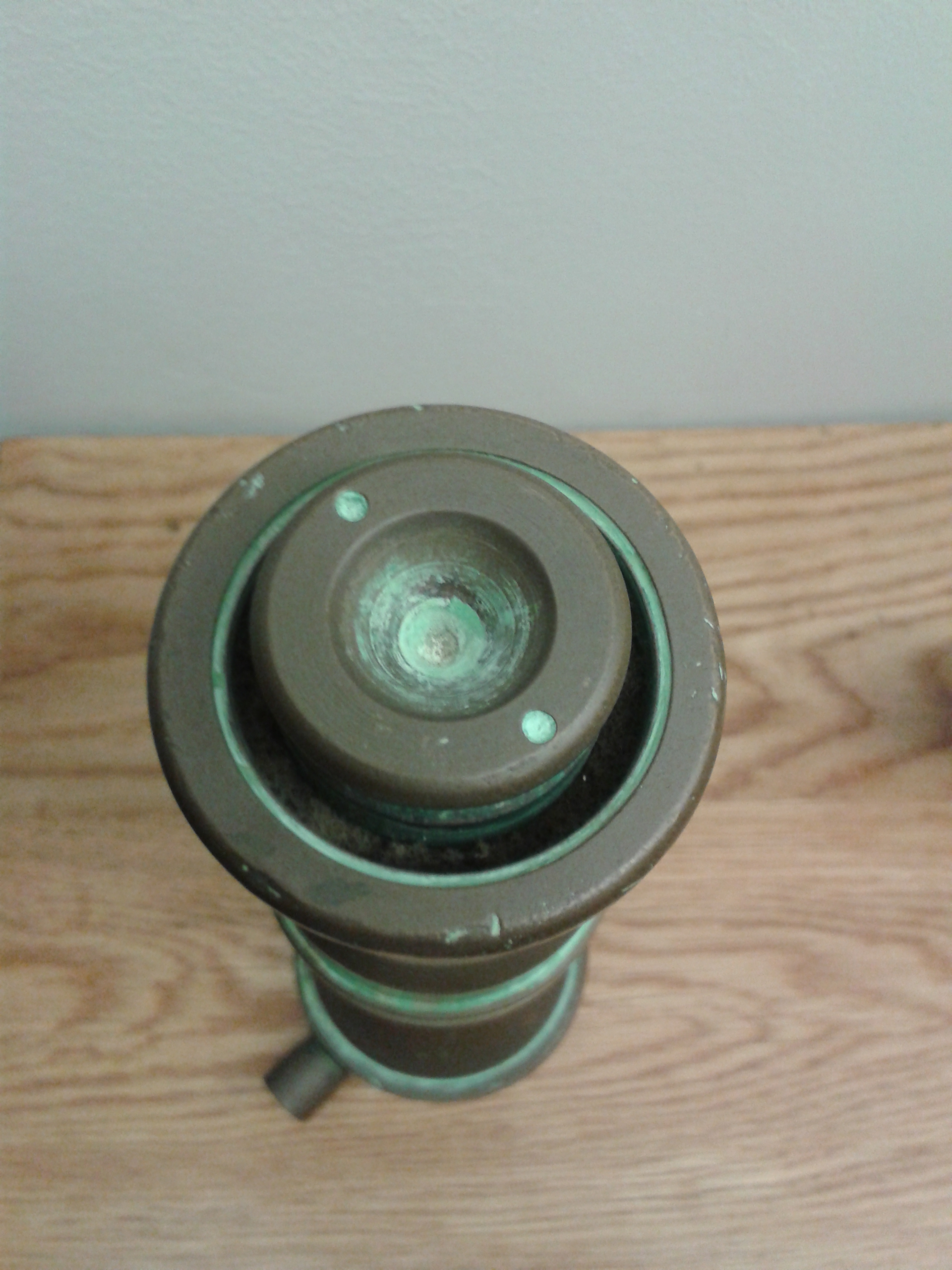
Buse de pulvérisation de lutte incendie.